# NASA X-43 Scramjet
 (mars 2025).
Si vous disposez d'ouvrages ou d'articles de référence ou si vous connaissez des sites web de qualité traitant du thème abordé ici, merci de compléter l'article en donnant les références utiles à sa vérifiabilité et en les liant à la section « Notes et références ».
Le X-43A Scramjet est un aéronef sans pilote expérimental équipé d'un superstatoréacteur développé par la NASA. Il a battu, le 16 novembre 2004, le record mondial de vitesse pour un avion propulsé avec un statoréacteur atmosphérique (puisant l'oxygène dans l'atmosphère) en atteignant brièvement 10 240 km/h (Mach 9,6), soit près de cinq fois la vitesse du Concorde. Il détenait déjà le précédent record, établi le 27 mars 2004, à 7 700 km/h (Mach 6,3), soit près de quatre fois la vitesse du Concorde. 
Le record de vitesse pour un superstatoréacteur axysymétrique et non ailé était détenu depuis le 30 octobre 2001 par une équipe de l'université du Queensland en Australie. Celle-ci avait lancé le Hyshot, un statoréacteur monté sur une puissante fusée-sonde à deux étages, la Terrier-Orion. La vitesse atteinte avait été de plus de Mach 7,6 pendant environ 5 secondes.
L'engin ailé détenant précédemment ce record est le Kholod russe qui a atteint Mach 6,41 durant 77 secondes le 12 février 1998.

## Conception
Le X-43A est un appareil sans pilote de petite taille, de profil plat et aux lignes effilées de conception Waverider : 3,65 m de long, 1,5 m d'envergure, 0,60 m de hauteur et un poids de 1,2 tonne.
Le principe de propulsion du « scramjet » date du début du XXe siècle, il a été imaginé en 1913 par l'ingénieur français  René Lorin. Depuis les années 1940, les ingénieurs tentaient de rendre cette technique applicable avec les missiles air-sol moyenne portée.
Selon Joel Sitz, un des responsables du projet de la NASA, la technologie du « Scramjet est le Saint-Graal de l'aéronautique ». Dans un réacteur classique, l'air entrant est comprimé par un compresseur, mélangé avec le carburant dans une chambre de combustion, puis détendu dans une turbine qui entraîne le compresseur et expulsé du réacteur à une vitesse supérieure à celle de son entrée. Or, au fur et à mesure que la vitesse d'avancement par rapport à l'air ambiant augmente, le ralentissement de l'air lors de son entrée dans le moteur engendre une compression et un échauffement de plus en plus important avant même d'entrer dans le compresseur. Pour des raisons de tenue mécanique et thermique, la température dans les pièces tournantes, en particulier en entrée de la turbine est limitée. Afin de préserver ces pièces, plus la vitesse de l'avion est grande, moins l'apport d'énergie dans la chambre de combustion peut être important puisque l'air aura déjà été échauffé par son ralentissement dans l'entrée d'air (et par le compresseur). La poussée d'un turboréacteur classique diminue donc aux vitesses élevées.
Le statoréacteur fonctionne sur le même principe mais utilise uniquement le ralentissement de l'écoulement dans l'entrée d'air pour comprimer l'air : c'est sa forme qui remplace le compresseur. Cela permet d'éliminer la turbine, puisqu'il n'y a plus de compresseur à entraîner. Finalement, la limite de vitesse vient de la tenue thermique des pièces formant le moteur.
Le problème principal vient de ce qu'un statoréacteur a besoin d'atteindre une certaine vitesse pour s'auto-alimenter, à l'aide d'un avion porteur comme le bombardier B-52, par exemple ou à l'aide d'un turboréacteur comme dans le cas du Leduc 022 ou du Nord 1500 Griffon II.
Mais le problème ne s'arrête pas là : comme les industriels français l'ont constaté dans les années cinquante, le statoréacteur ne fonctionne pas au meilleur de son rendement à « faible » vitesse : à Mach 1, les fameux Leduc laissaient dans les gaz de tuyère du carburant non consommé. Même à plus de Mach 2, le Nord 1500 Griffon II avait le même inconvénient. Les alliages de l'époque ne permettant pas de supporter des vitesses plus élevées, le projet de statoréacteur fut abandonné.
Avec le développement de nouveau alliages et des matériaux céramiques, on a pu, au cours des dernières années, se relancer dans des projets de vitesse hypersonique (> Mach 5), là où le rendement d'un statoréacteur ou d'un superstatoréacteur est maximum en théorie si la combustion se fait assez rapidement pour être achevée avant la sortie de la tuyère et donc délivrer la poussée maximale.
La NASA, souhaitant étudier le fonctionnement à plein régime et sans perte d'un statoréacteur, décida d'adapter son appareil test sur une fusée Pegasus. Cet engin put atteindre une vitesse largement hypersonique d'environ Mach 6. Cette vitesse initiale a ainsi pu révéler tout le potentiel du X-43 et de son moteur statique amélioré.

## Planification pour un record à Mach 10
|  |
|  |
|  |

L'avion X-43A est fixé sur le nez d'une fusée Pégasus capable de le propulser à une vitesse supérieure à Mach 6. Cette fusée est elle-même fixée sous l'aile droite d'un bombardier géant octoréacteur B-52, le Balls 8, modifié pour l'expérience.
- Dans un premier temps, le bombardier monte jusqu'à un peu moins de 13 000 mètres, et largue la fusée Pégasus.
- La fusée de 15 m propulse le X-43A pendant 90 secondes jusqu'à une altitude de 29 000 mètres en lui impulsant une vitesse supérieure à Mach 7, et le largue.
- Le statoréacteur de l'avion X-43A, alors en vol libre, s'allume et fonctionne pendant 12 secondes, le faisant voler de façon indépendante à Mach 10 pendant cette période.
- L'avion effectue ensuite une série de manœuvres aérodynamiques alors qu'il est en vol plané contrôlé pendant environ six minutes avant de plonger dans l'océan Pacifique.

## Histoire
La course au record de vitesse hypersonique a débuté dans les années 1950. Le 3 octobre 1967, un pilote de l'United States Air Force avait atteint la vitesse record de Mach 6,7, soit 7 300 km/h, à bord d'un avion dénommé X-15. L'engin était alors un avion-fusée capable d'atteindre une altitude de 100 km.
Le programme de l'avion à statoréacteur est une partie de l'ambitieux projet lancé en 1986 par le président Ronald Reagan. À l'époque, les ingénieurs espéraient des vols Paris-New-York en quarante minutes avant l'an 2000. Le programme X-43A de l'avion à statoréacteur fut marqué par l'échec du premier essai, en juin 2001. Il bénéficie aujourd'hui[Quand ?] d'un budget de 230 millions de dollars sur sept ans.

## Applications
Selon Vincent Rausch, le patron du projet d'avion hypersonique de la NASA : « Ce pourrait être le début d'une révolution dans l'aviation ». Malgré l'enthousiasme des ingénieurs de la NASA, il semble que les débouchés du statoréacteur envisageables en 2017 soient essentiellement militaires et spatiaux : missiles de croisière plus rapides, et lanceurs de satellites moins lourds et donc plus rentables.
L'utilisation de l'oxygène de la haute atmosphère comme comburant permettra d'éviter l'emport dans les fusées de trop volumineux et trop lourds réservoirs. Seuls des réservoirs de taille réduite seront nécessaires pour assurer l'alimentation en oxygène nécessaire à la propulsion pour dépasser la vitesse de Mach 6. Au-delà, le statoréacteur prendra le relais en utilisant l'oxygène extérieur.